# Иларий (Ильин)
Архиепископ Иларий (в миру Пётр Григорьевич Ильин; 30 июня 1869, Москва — 14 апреля 1951, Чебоксары) — епископ Русской православной церкви, архиепископ Чебоксарский и Чувашский.

## Биография
Родился в 1869 году в Москве, в семье псаломщика.
Согласно официальной биографии, изложенной митрополитом Мануилом (Лемешевским), в 1890 году окончил полный курс Московской духовной семинарии по первому разряду со званием студента. Однако в таком случае ему, отличнику духовной семинарии, не пришлось бы учиться на миссионерских курсах. На самом деле, скорее всего, он закончил не семинарию, а духовное училище или лишь первые классы семинарии.
В 1891 году определён, по прошению, псаломщиком Троицкой церкви в Кожевниках. 8 сентября 1892 года, согласно прошению приходского попечительства, рукоположён во диакона той же церкви.
В том же году 7 октября по благословению митрополита Московского и Коломенского Леонтия (Лебединского), советом Кирилло-Мефодиевского братства утверждён законоучителем и учителем Троице-Кожевнической церковно-приходской школы (отношение совета братства). Должность законоучителя вел бесплатно по 1 апреля 1900 года.
С 1897 года состоял также законоучителем русского технического общества при заводе.
7 января 1900 года за примерное усердие и ревностные труды в школе в качестве законоучителя награждён Св. Синодом Библией.
31 марта 1900 года определён, согласно прошению, на диаконское место к Московской Антиповской церкви.
С 1 сентября 1901 года состоял законоучителем Петровско-Сущёвского городского начального мужского училища в Москве до 1918 года.
20 мая 1904 года переведён по собственному прошению на диаконское место к Московско-Никольской церкви в Столпах.
2 октября 1907 года по докладу совета попечительства о бедных назначен письмоводителем означенного Совета. По докладу того же Совета в 1911 году назначен и состоял помощником секретаря Епархиального Попечительства до июня 1918 года. По избранию благочиннического совета был командирован и прослушал первые епархиальные миссионерские курсы в Москве.
3 марта 1914 года назначен и 9 марта того же года рукоположён во священника к Московской Космо-Дамиановской церкви в Шубине, где служил до её закрытия.
В 1929 году был переведён в соседний Храм Воскресения Словущего на Успенском Вражке, где прослужил до 1938 года. Был награждён всеми отличиями, до митры включительно.
С 1939 года по 1941 год за штатом (официально «по болезни»). Во время войны был священником в селе Карпово, Воскресенского района, Московской области.
3 марта 1944 года Патриархом Московским и всея Руси Сергием пострижен в монашество с именем Иларий
4 марта 1944 года в Зале Московской патриархии состоялось его наречение во епископа Дмитровского.
5 марта 1944 года хиротонисан во епископа Дмитровского, викария Московской епархии. Чин хиротонии в кафедральном Богоявленском соборе Москвы совершали: Патриарх Сергий, митрополит Крутицкий Николай (Ярушевич), епископ Виталий (Введенский), епископ Ульяновский Димитрий (Градусов), епископ Михаил (Постников).
Сразу после кончины Патриарха Сергия, 26 мая 1944 года, был назначен епископом Ульяновским и Мелекесским и одновременно управляющим Казанской епархией, в которой действовало всего два храма.
После назначения разослал в мае 1944 года ряду заштатных священников, живших в Ульяновской епархии, отношения с предложением выйти на открытое служение и зарегистрироваться.
В Казанской епархии к концу 1945 года число действующих храмов достигло 14. К ним назначалось духовенство, находившееся «за штатом» из-за отсутствия храмов.
28 декабря 1945 года был переведён епископом Чебоксарским и Чувашским.
В феврале 1947 года награждён медалью «За доблестный труд в Великой Отечественной войне 1941—1945 гг.».
Указом Патриарха Алексий I от 22 февраля 1950 года возведён в сан архиепископа.
Скончался 14 апреля 1951 года. Похороны состоялись 18 апреля, на них прибыл казанский архиепископ Сергий (Королёв). Погребён в Введенском кафедральном соборе с левой стороны у стены.
В начале XXI века из-за подвижки грунта через могилу архиепископа Илария прошла глубокая трещина. 12 октября 2007 года останки владыки были перезахоронены в притворе собора, рядом с надгробием архиепископа Вениамина (Новицкого).